# Пол Тірні
Пол Тірні (англ. Paul Tierney; 25 грудня 1980, Віган) — англійський футбольний арбітр, який обслуговує матчі Прем'єр-ліги, Футбольної ліги Англії, а також англійські національні кубкові турніри.

## Біографія
Народився в 1980 році у Вігані. На професійному рівні судить з 2008 року (Національна ліга Англії). У 2009 році відпрацював свій перший матч в Чемпіоншипі.
В АПЛ офіційно дебютував 30 серпня 2014 року в матчі «Суонсі Сіті» — «Вест Бромвіч Альбіон» (3:0). Свій дебют Тірні відзначив трьома жовтими картками, одна з яких була показана гравцю господарів і дві — гостьовим футболістам.
З 2016 року входить в Обрану групу суддів. При цьому Пол Тірні продовжує судити і ліги рангом нижче. У сезоні 2016/17 відпрацював десять матчів, в яких на його рахунку 29 жовтих і дві червоні картки (одна пряма).
1 січня 2018 року отримав суддівську ліцензію ФІФА.